# Rizzle Kicks
I Rizzle Kicks sono un duo musicale hip hop inglese originario di Brighton e attivo dal 2008.

## Storia del gruppo
Nell'ottobre 2011 è uscito l'album di debutto, Stereo Typical, che ha raggiunto la quinta posizione della Official Albums Chart.
Il singolo di maggior successo estratto da quest'album è Mama Do the Hump. Riguardo a questo brano, il duo ha dichiarato che era stato realizzato dieci anni prima con Fatboy Slim.
Il gruppo, sempre nel 2011, ha collaborato con Olly Murs per la hit Heart Skips a Beat, inserita nell'album In Case You Didn't Know.
Nel settembre 2013 è stato pubblicato il secondo disco Roaring 20s (terzo nel UK Albums Chart).
Il gruppo ha collaborato, oltre che con Olly Murs, anche con Professor Green, Mayer Hawthorne e DJ Fresh.

## Formazione
- Jordan Stephens (nato il 25 gennaio 1992)
- Harley Sylvester Alexander-Sule (nato il 23 novembre 1991)

## Discografia

### Album in studio
- 2011 – Stereo Typical
- 2013 – Roaring 20s